# アルバート・リー
アルバート・リー（Albert Lee、1943年12月21日-）は、イングランド出身のギタリスト。カントリー、R&B、ロック等の分野で活動。卓越したテクニックと幅広い音楽性から「Guitar player's guitar player」と評された。

## 来歴
父親はピアノとアコーディオンを弾いた。彼も7歳でピアノを弾き始めるが、その後バディ・ホリーに影響を受けてギターに転向し、16歳でプロとしての活動を開始。
1960年代、ニール・クリスチャンのバック・バンドにジミー・ペイジの後任として加入。1964年、クリス・ファーロウが前年に結成したクリス・ファーロウ&ザ・サンダーバーズに加入して、デイヴ・グリーンスレイドやカール・パーマーと活動して名を高めた。
1970年、ヘッズ・ハンズ&フィートというカントリー・ロック・バンドを結成。またリッチー・ブラックモア、ビッグ・ジム・サリヴァン、イアン・ペイス等も名を連ねていたグリーン・ブルフロッグという覆面セッション・バンドに参加し、1971年に同名のアルバムを発表した。
1974年、ヘッズ・ハンズ&フィート解散後、アメリカ合衆国カリフォルニア州に渡る。同地でもセッション・ギタリストとして高く評価され、ジョー・コッカーやエミルー・ハリス等と共演。また、ソロ・アーティストとしてA&Mレコードとの契約を得る。
1979年、エリック・クラプトンのバック・バンドに加入。同年、A&Mから初のソロ・アルバム『ハイディング』を発表。同作収録曲「カントリー・ボーイ」は、1984年にリッキー・スキャッグスにカバーされ、翌年にはリッキーのシングル・バージョンがビルボード誌のカントリー・チャートで1位となった。クラプトンのライブ・アルバム『ジャスト・ワン・ナイト〜エリック・クラプトン・ライヴ・アット武道館〜』でも、『ハイディング』収録曲「セッティング・ミー・アップ」（ダイアー・ストレイツのカバー）でアルバートのリード・ボーカルが聴ける。
1983年、エヴァリー・ブラザーズの再結成コンサートでバックを務める。
1990年代以降は、ホーガンズ・ヒーローズや、ビル・ワイマン率いるリズム・キングスで活動。
2002年、ジョージ・ハリスンの追悼コンサート「コンサート・フォー・ジョージ」に出演。

## ディスコグラフィ

### ソロ・アルバム
※はAlbert Lee & Hogan Heroes名義。
- Hiding（1979年）
- Albert Lee（1982年）
- Speechless（1987年）
- Gagged But Not Bound（1988年）
- In Full Flight: Live At Montreux（1994年、※）
- Tear It Up（2002年、※）
- Heartbreak Hill（2003年）
- Live In Paris（2004年、※）
- Road Runner（2006年）
- In Between The Cracks（2007年、※）
- Live At The New Morning（2007年、※）
- Like This（2008年、※）

### ヘッズ・ハンズ&フィート
- Heads Hands & Feet（1971年）
- Tracks（1972年）
- Old Soldiers Never Die（1973年）